# Brizola Neto
Carlos Daudt Brizola, mais conhecido como Brizola Neto (Porto Alegre, 11 de outubro de 1978), é um político brasileiro filiado ao Partido Democrático Trabalhista (PDT).
Ex-presidente nacional da Juventude Socialista do PDT (2005–2007), é neto de Leonel Brizola, além de irmão gêmeo de Juliana Brizola. Em 2018, desfiliou-se do PDT e ingressou no Partido Pátria Livre (PPL). Em 2019, com a incorporação do PPL ao Partido Comunista do Brasil (PCdoB), ingressou na direção nacional do partido. Regressou ao PDT em 2020. 

## Infância e juventude
Brizola Neto nasceu quando seu avô, Leonel Brizola, no exílio, recebia o ultimato para deixar o Uruguai. Por parte de pai, é sobrinho-neto do ex-presidente João Goulart. Por parte de mãe, é neto do capitão da Aeronáutica Alfredo Daudt, foi um dos que impediram a decolagem dos jatos da FAB que bombardeariam o Palácio Piratini, na Campanha da Legalidade.
Mudou-se com a família para o Rio de Janeiro em 1982, quando da eleição do avô Leonel Brizola ao governo fluminense. Aos 16 anos, Brizola Neto foi trabalhar como secretário particular do avô.

## Vida política

### Vereador
Eleito em 2004, Brizola Neto assume seu primeiro mandato parlamentar como vereador na Câmara Municipal do Rio de Janeiro em 2005. Nos dois anos de mandato, pois foi eleito em 2006 para deputado federal, vários projetos foram apresentados por ele na Câmara, muitos deles ainda estão em debate e tramitação pelas comissões ou ainda aguardam pauta para entrar em votação no plenário, como o que fixa tempo de atendimento a clientes em agencias bancárias e o que reduz a altura dos degraus nos ônibus.

### Deputado federal
Eleito deputado federal no final de 2006, com 62.091 votos, Brizola Neto, assume o mandato em 1 de fevereiro de 2007.
Em seu primeiro mandato como deputado federal pelo Rio de Janeiro, para o período de 2006 a 2010, Brizola Neto tornou-se um dos 100 “cabeças” do Congresso Nacional. Em 2009 e 2010, integrou a lista do DIAP como um dos parlamentares mais atuantes do Brasil.
Foi o relator do projeto que cria sistema de credenciamento de cursos de graduação, para evitar o demorado processo de reconhecimento de diplomas na área do Mercosul. No pleito de 2010, obteve 55.564 votos, mas atuou como Deputado Federal, por alguns períodos na legislatura, e assumiu cargo no Governo Federal. Já no pleito de 2014, obteve 23.720 votos, mas mesmo assim permaneceu na 1a suplência de deputado federal do PDT-RJ.

### Ministério do Trabalho e Emprego
Em 30 de abril de 2012 foi anunciado pela presidência da República, o novo ministro do Trabalho e Emprego, tomando posse em 3 de maio de 2012.
Em 15 de março de 2013, o Palácio do Planalto anunciou a saída de Brizola Neto do cargo de ministro do Trabalho e Emprego. Em seu lugar entrou Manoel Dias, então secretário-geral do PDT e presidente do partido em Santa Catarina.

### Pré-candidato a Vice-Governador do Rio de Janeiro
No dia 23 de março de 2018, Brizola Neto foi anunciado como candidato a vice-governador do Rio de Janeiro pela chapa do ex-governador Anthony Garotinho em evento que ocorreu em um clube na Tijuca. Na mesma ocasião, o neto de Leonel Brizola anunciou que iria deixar o PDT e ingressar no PPL.